# Støvring
Støvring är en ort i norra Jylland, Danmark, omkring 20 kilometer söder om Ålborg. Den är huvudort i Rebilds kommun i Region Nordjylland, och har 6 923 invånare (2012). Före kommunreformen 2007 var den huvudort i Støvrings kommun.
Støvring är en snabbt växande förort till Ålborg. I söder ligger Rold Skov, en av Danmarks största skogar. Orten har en järnvägsstation på Østjyske længdebane.